# Amager Bakke
Amager Bakke (Amager Hill), también conocida como Amager Slope o Copenhill, es una planta combinada de energía y residuos de energía en Amager, Copenhague, Dinamarca. Fue inaugurada en 2017, y reemplazó parcialmente la antigua planta de incineración en Amager, que está en proceso de convertirse de carbón a biomasa (se espera que esté terminado en 2020). Las dos plantas desempeñan un papel importante en las ambiciones de Copenhague de ser carbono cero para 2025.

## Construcción y característica técnicas
La planta abrió sus puertas el 30 de marzo de 2017. Con un coste esperado de $ 670 millones, se espera que queme 400 000 toneladas de residuo sólido urbano al año. Fue diseñado por Bjarke Ingels Group con un techo inclinado de 85 m alto que se dobla como una pista de esquí artificial durante todo el año, una ruta de senderismo y un muro de escalada, que se abrió al público a principios de 2019. Técnicamente, está diseñado para cambiar entre  modos de operación, produciendo 0-63 MW de electricidad y 157-247 MW de calefacción urbana, según la demanda de calor local y el precio de la energía. Produce más agua limpia de la que utiliza. Debido a la filtración y otras tecnologías, se espera que la emisión de azufre se reduzca en un 99,5% y el NOx en aproximadamente un 90%, y es considerada la planta de incineración más limpia del mundo.
Una característica especial de esta instalación será que la chimenea está diseñada para no emitir su escape de forma continua, sino en forma de anillos de humo (es vapor de agua en lugar de humo real).

## Historia operacional
El 7 de septiembre de 2018, todo el tratamiento de residuos y la producción de energía se detuvieron durante 17 días para corregir un error de diseño en los compensadores del sistema de vapor de baja presión.